# Quốc kỳ Síp

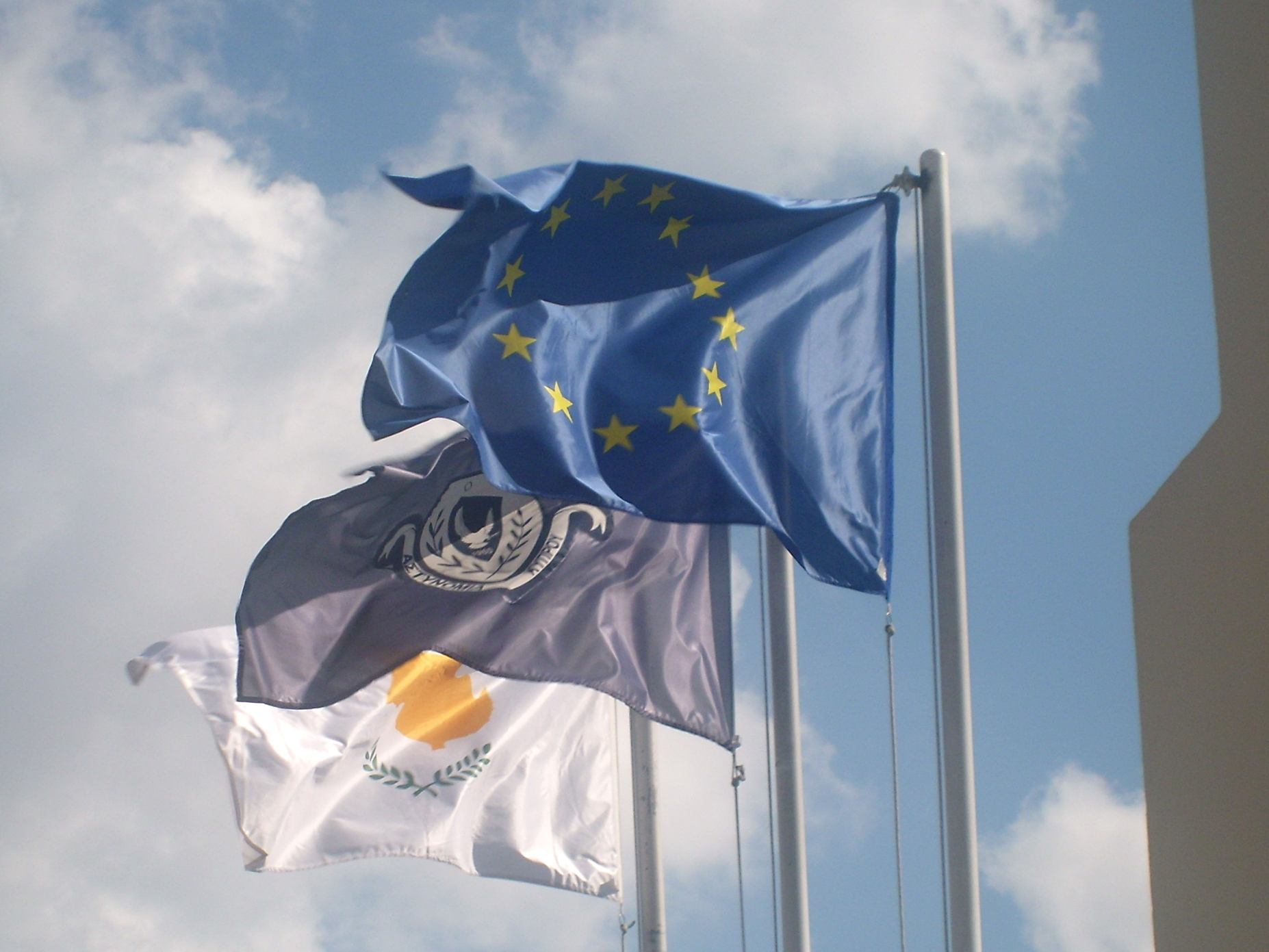
Quốc kỳ Síp tại đồn cảnh sát

Quốc kỳ Síp (tiếng Hy Lạp: Σημαία της Κύπρου simea tis Kipru, Thổ Nhĩ Kỳ: Kıbrıs Cumhuriyeti bayrağı) là hiệu kỳ quốc gia của Cộng hòa Síp. Nó đưa vào sử dụng chính thức ngày 16 tháng 8 năm 1960, theo Hiệp định Zurich và London, theo đó một hiến pháp được soạn thảo và nước Síp đã được công bố là một nhà nước độc lập. Lá cờ được thiết kế bởi một giáo viên nghệ thuật người Thổ Nhĩ Kỳ - Síp İsmet Güney.

## Mô tả và Ý nghĩa
Lá cờ có hình chữ nhật, chính giữa nền cờ trắng có bản đồ Síp màu vàng, phía dưới bản đồ là hai cành ôliu màu lục bắt chéo nhau. Síp trong tiếng Latinh có nghĩa là "đồng", màu vàng trên lá cờ tượng trưng Síp là một nước sản xuất đồng. Cành ôliu màu lục tượng trưng cho hòa bình và phồn vinh, đồng thời cũng biểu thị hướng về hòa bình của dân tộc Hy Lạp và dân tộc Thổ Nhĩ Kỳ của quốc gia này và sự đoàn kết hợp tác của hai dân tộc. Ngày 16 tháng 8 năm 1960, Síp giành được độc lập từ sự thống trị của thực dân Anh và đã chế định lá quốc kỳ này.
Quốc kỳ của quốc đảo này mang hai điểm đặc biệt:
- Trên thế giới không có quốc kỳ nào có nền cờ trắng.
- Trên nền cờ quốc kỳ có hình bản đồ của quốc gia (đảo Síp).

(1881-1922)
(1922-1960)
(1960)
(1960-2006)
(2006-nay)